# Vysílač Jauerling
Vysílač Jauerling (německy Sender Jauerling) se nachází v centrální části Dolních Rakous, nedaleko města Melku.
Kovová konstrukce 141 m vysokého vysílače byla vybudována v roce 1958 nad údolím Dunaje. Vysokovýkonný vysílač zajišťuje distribuci televizního a rozhlasového signálu na velkou část severního Rakouska, s přesahy do České republiky, Maďarska a západní části Slovenska.

## Vysílání
V současné době je možné z vysílače přijímat:

### Rozhlas
| Frekvence [MHz] | Stanice                | ERP    | Polarizace   |
| --------------- | ---------------------- | ------ | ------------ |
| 097,0           | Ö1                     | 100 kW | horizontální |
| 091,5           | Radio Niederösterreich | 100 kW | horizontální |
| 089,4           | Ö3                     | 100 kW | horizontální |
| 098,8           | FM4                    | 100 kW | horizontální |
| 105,3           | KRONEHIT               | 100 kW | horizontální |

### Digitální televize (DVB-T)
| Kanál | Multiplex   | ERP   | Polarizace   | Poznámka |
| ----- | ----------- | ----- | ------------ | -------- |
| 31    | Multiplex A | 35 kW | Horizontální |          |
| 21    | Multiplex B | 35 kW | Horizontální |          |
| 38    | SimpliTV    | 80 kW | Horizontální | DVB-T2   |
| 55    | SimpliTV    | 80 kW | Horizontální | DVB-T2   |
| 58    | SimpliTV    | 80 kW | Horizontální | DVB-T2   |